# 近代私法の三大原則
近代私法の三大原則（きんだいしほうのさんだいげんそく）とは、近代の私法において原則とされている以下の3つの事柄を指す。
- 権利能力平等の原則
- 私的所有権絶対の原則
- 私的自治の原則

## 概要
封建的支配から個人を解放するための原理として主張され承認されるようになったが、現代になり自由主義（主として経済領域における）の問題点が指摘されるようになり、徐々に変容を見せている。
私的所有権絶対の原則と私的自治の原則の2つを、近代私法の二大原則ということもある。また、論者によっては三大原則に契約自由の原則や過失責任の原則を含める場合もあるが、下記に述べるようにこの二つは私的自治の原則から認められるコロラリー（当然の帰結）と解したほうが正確である。
以下、民法については、条数のみ記載する。

## 権利能力平等の原則
国籍・階級・職業・性別などにかかわらず、すべての人は等しく権利義務の帰属主体となる資格（権利能力）を有するという原則。
具体的には、自然人の権利能力の始期を出生時とする3条に現れている。
なおフランス民法典はこの原則をフランス人に限定しており、1848年のデクレ（政令）で禁止されるまで植民地での外国人に対する奴隷制を許容していた第8条は、今なお法文上は現行法である。

## 私的所有権絶対の原則
所有権は、何ら人為的拘束を受けず、侵害するあらゆる他人に対して主張することができる完全な支配権であり、国家の法よりも先に存在する権利で神聖不可侵であるとする原則。
具体的には、財産権を保障する憲法第29条、所有権の内容を定める206条、解釈上認められる物権的請求権に現れている。
この原則のコロラリーとして、以下の考え方が導かれる。
- 権利行使自由の原則
- 物権法定主義（175条）
- 売買は賃貸借を破る

## 私的自治の原則
私人間の法律関係すなわち権利義務の関係を成立させること（私法上の法律関係）は、一切個人の自主的決定にまかせ、国家がこれに干渉してはならないとする原則。
この原則のコロラリーとして、法律行為自由の原則や過失責任の原則が導かれる。

### 法律行為自由の原則
法律行為については、当事者の意図した通りに効力が発生するという原則。法律行為のうち、特に典型的で重要な契約に関する「契約自由の原則」が特に重要である。
- 契約自由の原則: 契約の締結・内容・方式を国家の干渉を受けず自由にすることが出来る。具体的には以下の4つを意味する[5]。

契約締結の自由
相手方選択の自由
契約内容の自由
契約方法の自由（形式の自由）
- 社団設立自由の原則
- 遺言自由の原則

### 過失責任の原則
加害行為と損害の間に因果関係があったとしても、行為者に故意・過失がない場合には損害賠償の責任を負わないとする原則である。刑法における責任主義とも関連する。